# Coswig (Anhalt)
Coswig là một đô thị thuộc huyện Wittenberg, bang Saxony-Anhalt, Đức.

## Thành phố kết nghĩa
- Stadtallendorf, Hesse, từ năm 1993